# Curaçá
Curaçá é um município brasileiro no interior e norte do estado da Bahia.
O município faz parte da Região Administrativa Integrada de Desenvolvimento do Polo Petrolina e Juazeiro (RIDE Polo Petrolina-Juazeiro), que abrange alguns municípios do norte da Bahia e do oeste de Pernambuco no entorno do Vale do São Francisco.

## História

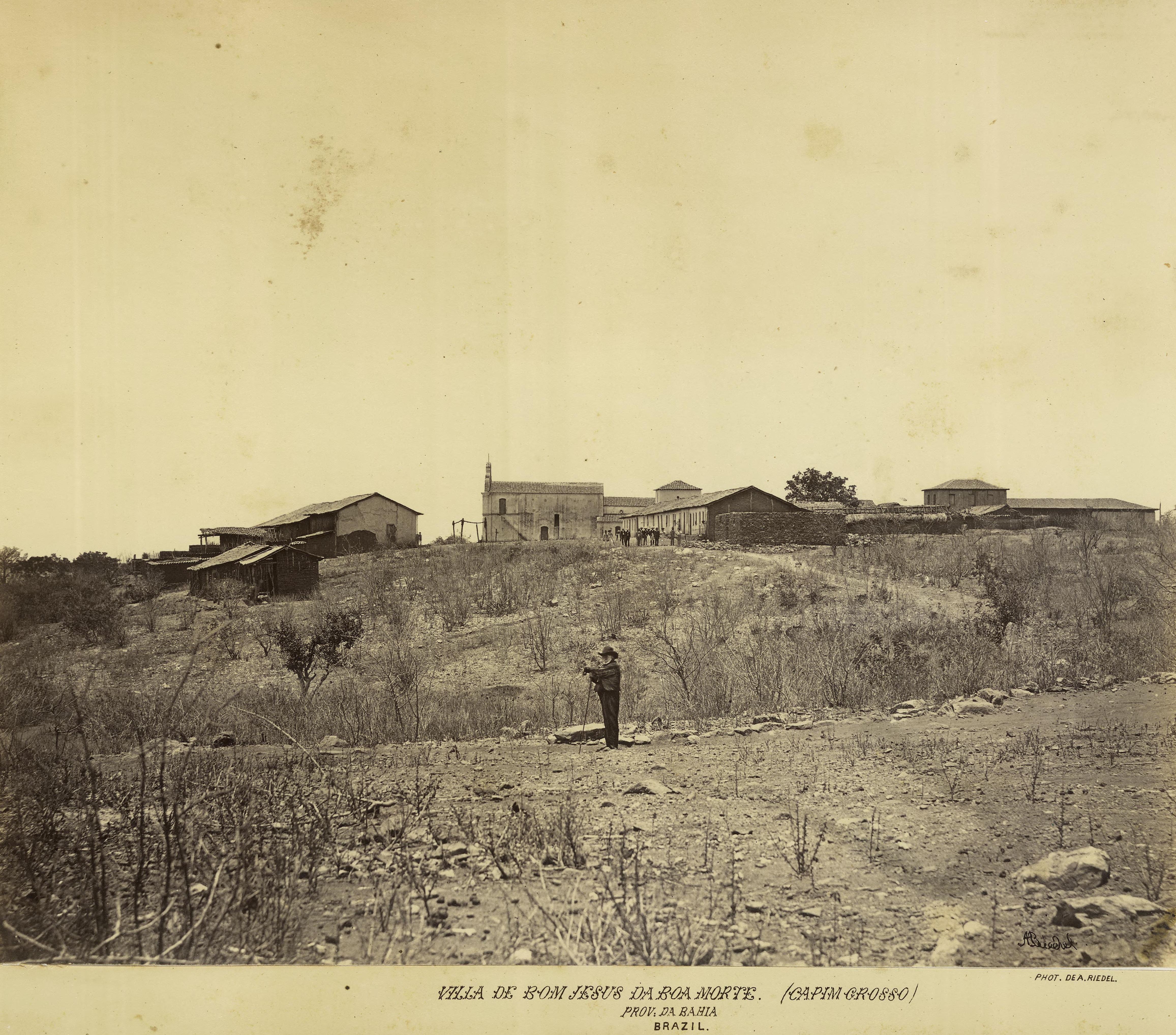
Imagem de Curaçá, c. 1868

As terras situadas na bacia do rio São Francisco que viriam a formar no futuro o município de Curaçá eram tradicionalmente ocupadas por diversas etnias indígenas, genericamente denominadas de povos tapuias.
A primeira incursão portuguesa neste território teria ocorrido em 1562, quando o padre Luís da Grã contactou as populações indígenas em missão de catequese. Com a bandeira de Belchior Dias Moréia, amplia-se a presença portuguesa na região, especialmente com fundação da povoação de Pambu, sítio que abrigou um aldeamento indígena e que afetaria as futuras povoações que surgiriam nas próximidades, como é o caso da contemporânea Curaçá.
Em 1809, o capitão-mor João Francisco dos Santos doou a sua propriedade rural Bom Jesus da Boa Morte para o seu filho Florêncio Francisco dos Santos. Nesta fazenda foi edificada a capela de Bom Jesus da Boa Morte, tendo se estabelecido na área o padre José Antônio de Carvalho. Em torno da capela se constituiu um povoado que viria a fazer parte do município de Pambu em 1832.
Em 1853, por causa da decadência da cidade de Pambu, transferiu-se a sede municipal dessa cidade para a Vila de Bom Jesus da Boa Morte, que teve seu topônimo alterado para Capim Grosso.
A Vila de Capim Grosso teve seu topônimo novamente modificado em 1890 para cidade de Curaçá, nome que seria uma corruptela da palavra portuguesa "cruz" produzida pela forma como os indígenas submetidos aos aldeamentos missionários pronunciavam aquele vocábulo português e que foi alterado por causa da elevação de sua condição de vila para cidade, por meio do,ato nº 59, de 10 de agosto de 1890.

## Hino de Curaçá[9]
Curaçá, Terra humilde e pequena
Grande e bela é porém tua história
Berço ameno e feliz de almas nobres
Que formam coroas de glória

Eia! Avante!
Um astro luzente
Guiará ter destino seguro
Não desmente ao passado o presente
E mais belo será teu futuro

Tu descansas mimosa e encantada
No alto Céu teu destino a abençoa
Beija a Terra teu Rio gigante
A formar a majestosa coroa.

Militando a boa peleja
Não desmentes, prossegue ao labor
Nós teus filhos havemos de erguer-te
Pela força suprema do amor.

Letra : Carlota de Possídio Coelho